# Kalk din jord
Kalk din jord er en dansk propagandafilm fra 1978 instrueret af Lennart Steen.

## Handling
Filmen forklarer hvorfor jorden har brug for kalk, og hvordan landmanden kan afhjælpe kalktrangen.